# Ramon Cisterna
Ramon Cisterna (s. XVIII–s. XIX) fou un clergue i organista català resident a Castelló d'Empúries.
Cisterna exercí d’organista a la basílica de Santa Maria de Castelló d’Empúries entre 1794 i 1800, després del traspàs de Jaume Casanovas. Els registres de la procura major l’esmenten com a resident de la localitat a partir de 1797.